# أييون بنيوما (سيرري)
أييون بنيوما (Άγιον Πνεύμα) هي مدينة في سيرري في مقاطعة فوريا إلادا في اليونان.
يبلغ عدد سكانها حوالي 2033   نسمة.